# Moniales cisterciennes
Les moniales cisterciennes constituent la branche féminine de l'ordre cistercien, un ordre religieux de l'Église catholique fondé par saint Bernard de Clairvaux au Moyen Âge. Elles font des vœux religieux perpétuels (chasteté, obéissance, pauvreté) et vivent en clôture dans un monastère.

## Histoire
Bien que les cisterciens soient initialement un ordre masculin, des monastères de moniales cisterciennes ont commencé à apparaître dès 1125. Le premier monastère cistercien pour femmes, l'abbaye du Tart, fut fondée à Tart-l'Abbaye dans le diocèse de Langres (aujourd'hui Dijon), en 1125, par des religieuses du monastère bénédictin de Juilly, et avec la coopération Étienne Harding, abbé de Cîteaux. À Juilly, dépendance de l'abbaye de Molesme, vécut et mourut Humbeline, sœur de Bernard de Clairvaux. La branche féminine s'est ensuite développé surtout à partir de la fin du 12e siècle.
En Italie, en 1171, furent fondés les monastères de Santa Lucia à Syracuse, de San Michele à Ivrée, et celui de Conversano, le seul de la péninsule où les abbesses portent une crosse. Un siècle plus tard, les religieuses cisterciennes avaient établi des maisons en Suisse, en Allemagne (abbaye de Saint-Marienthal en 1234) et en Flandre.
Le déclin qui s'est manifesté dans la branche masculine des cisterciens vers le milieu du 14e siècle s'est fait également sentir dans les monastères de la branche féminine.
Cependant, au XVIIe siècle, un de leurs monastères célèbres est Port-Royal des Champs, monastère où se cristallise la crise janséniste et symbole de la réforme catholique. Angélique Arnaud organise la réforme de ce monastère, appuyée par Saint-Cyran.